# Videocosmos
Videocosmos fue un programa de televisión que se transmitió en México primero en el canal 8 cultural y más adelante se cambió la programación al canal 9 de Televisa.
Videocosmos fue el programa más importante de la televisión cultural de México. La versatilidad de Videocosmos abarcó la presentación de temas: científicos, moda, bellas artes, música popular, rock, usos y costumbres, literatura, temas sociales, cine, teatro, y un sinfín más de los temas que conforman la cultura mundial.
Cada programa de estreno duraba 4 horas y se transmitía los sábados con repeticiones diarias. Se mantuvo al aire desde 1983 hasta 1991

## Colaboración
Sus conductores principales son: Andrea Ferrari, Álvaro Cerviño, Carlos Gajardo, Renata Ramos, Karime Lara, Imperio Vargas. Fue producido por: Luis de Llano Macedo.
- Luis de Llano Macedo- Productor general y escritor
- Rita Macedo- Productora general y escritora
- Marco Flavio Cruz - Productor
- Carlos Yáñez  - Productor
- Paty Juárez - Productor
- Juan Williams  - Productor
- Juan Ángel Sánchez Garay - Productor
- Salvador Garcini – Productor y director
- Renata Ramos – Anfitriona
- Carlos Gajardo – Anfitrión
- Álvaro Cerviño – Anfitrión
- Surya MacGregor – Guionista y conductora
- Nicky Mondellini (1987)
- Andrés Eloy Martínez Rojas -Escritor y productor
- Eduardo Palomo
- Leonardo Kouchenko – Escritor
- María Claudia Alarcón - Escritora